# コンスタンチン・サナテスク
コンスタンチン・サナテスク（Constantin Sănătescu、1885年1月14日 - 1947年11月8日）は、ルーマニア王国の軍人、政治家。大将。

## 生涯
1925年から1928年まで、駐パリ駐在武官。1937年に参謀次長に任命されるが、1940年にイオン・アントネスクがクーデターで独裁体制を樹立すると王党派と見られていたサナテスクは解任され、駐モスクワ駐在武官に左遷される。
独ソ戦が開始されると1941年2月に第4軍団司令官に任命され、1943年2月にはK.コンスタンチネスク＝クラプス将軍の後任として第4軍総司令官に任命された。1944年1月にはミハイ・ラコヴィッツァの後を受けて国防大臣に任命されるが、この頃から国王ミハイ1世の周辺と連絡を取りつつアントネスクの打倒を策し始めた。
同年8月23日にクーデターを指揮してアントネスクを逮捕、国民自由党、農民党、社会民主党、共産党から成る新政府の首相に就任した。翌24日にソ連軍との戦闘停止を全ルーマニア軍に命じ、9月にはドイツとの同盟を破棄し連合軍に加わった。1944年11月4日、農民戦線と愛国者同盟も政府に加わった。11月6日、国防相代行を兼任。1944年12月6日、首相の座をニコラエ・ラデスク将軍と交代し、自らは陸軍参謀総長に就任し、終戦まで同職に留まった。